# Frédérique Ries
Frédérique J.J. Ries, née le 14 mai 1959 à Balen, est une femme politique belge francophone, membre du MR.
Avant de se lancer en politique, elle était connue du grand public comme présentatrice du JT de RTL-TVI.

## Biographie
Elle est candidate en sciences économiques et licenciée en journalisme de l'université de Liège en 1981.
Elle fut directrice commerciale de radio FM56 de 1981 à 1984. En 1984, elle est engagée chez RTL, d'abord à Luxembourg comme productrice et présentatrice (Radio Télévision Luxembourg) de 1984 à 1987, ensuite à Bruxelles où elle assure l'édition et la présentation du Journal télévisé de RTL-TVI de 1987 à 1998. En 1998, elle est licenciée de la chaîne privée à la suite de divergences avec sa hiérarchie.
Approchée par Louis Michel, à l'époque président du PRL, elle se lance en politique et une place lui est proposée comme candidate pour les élections européennes de 1999 lors desquelles elle est élue. Elle s'occupe alors tout particulièrement de la santé, de l'environnement et de la sécurité alimentaire. En février 2004, elle accepte, à la demande de son parti, le poste de secrétaire d'État aux Affaires européennes au sein du Gouvernement Verhofstadt II en remplacement de Jacques Simonet rappelé comme ministre président de la Région bruxelloise. Elle n'a occupé ce poste que quatre mois avant de retourner, après un remaniement ministériel, au Parlement européen où elle a été réélue en juin 2004. Elle l'a de nouveau été en juin 2009 (elle a alors recueilli plus de 116 000 voix de préférence, réalisant ainsi le 5e score francophone tous partis confondus), en mai 2014 (avec 146 076 voix de préférence) et en mai 2019 (avec 111 477 voix de préférence).
En mars 2018, elle est nommée vice-présidente de la commission spéciale sur la procédure d'autorisation des pesticides par l'Union européenne.

## Décoration
- Chevalier de l'ordre de Léopold (2009)[2]